# Günther Pfaff
Günther Pfaff (Steyr, Oberösterreich, 12 de agosto de 1939) é um ex-canoísta austríaco especialista em provas de velocidade.

## Carreira
Foi vencedor da medalha de bronze em K-2 1000 m em Cidade do México 1968, junto com o seu colega de equipa Gerhard Seibold.